# ČKD Dopravní systémy

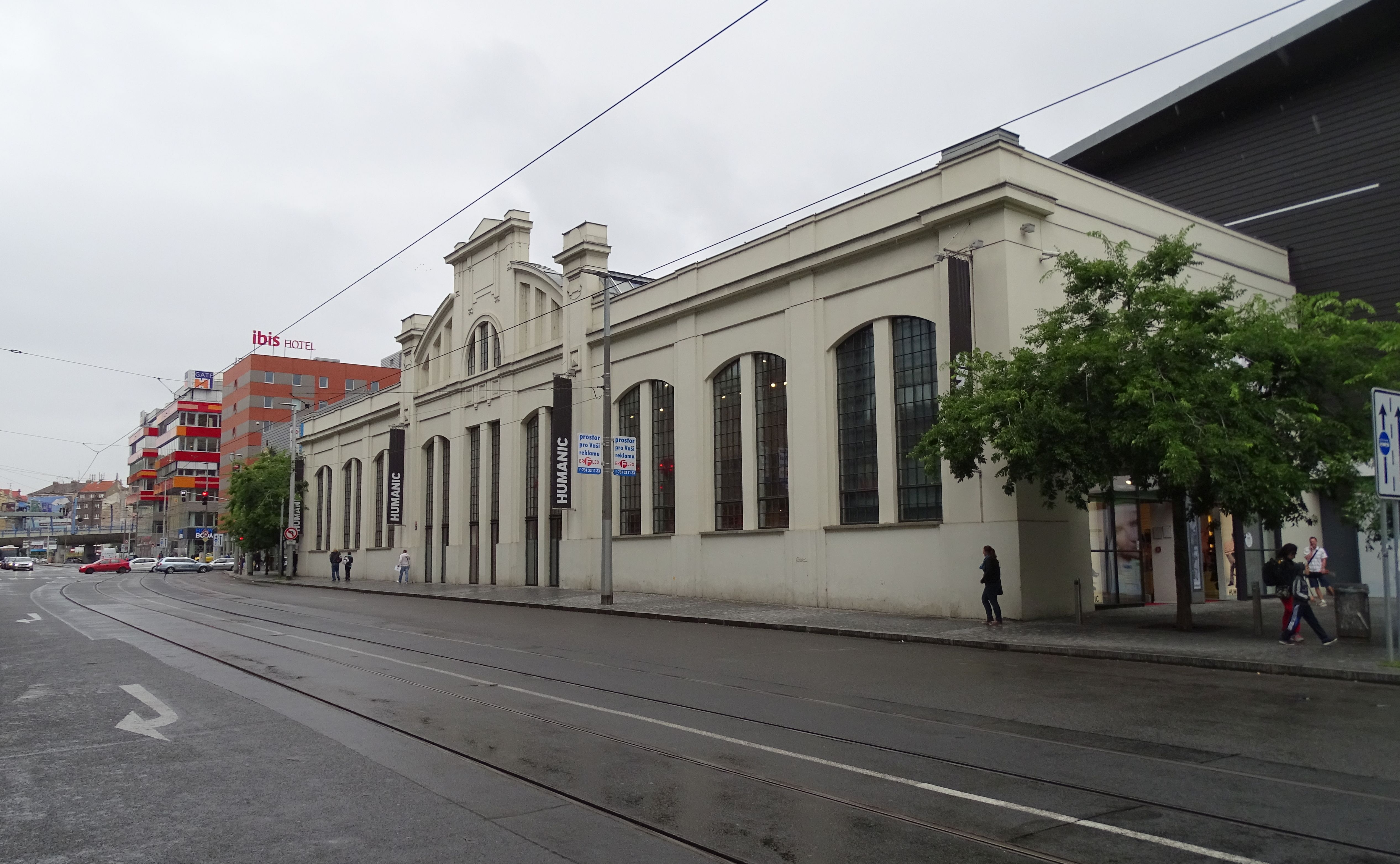
Zachované historické průčelí továrny Ringhofferových závodů na Smíchově

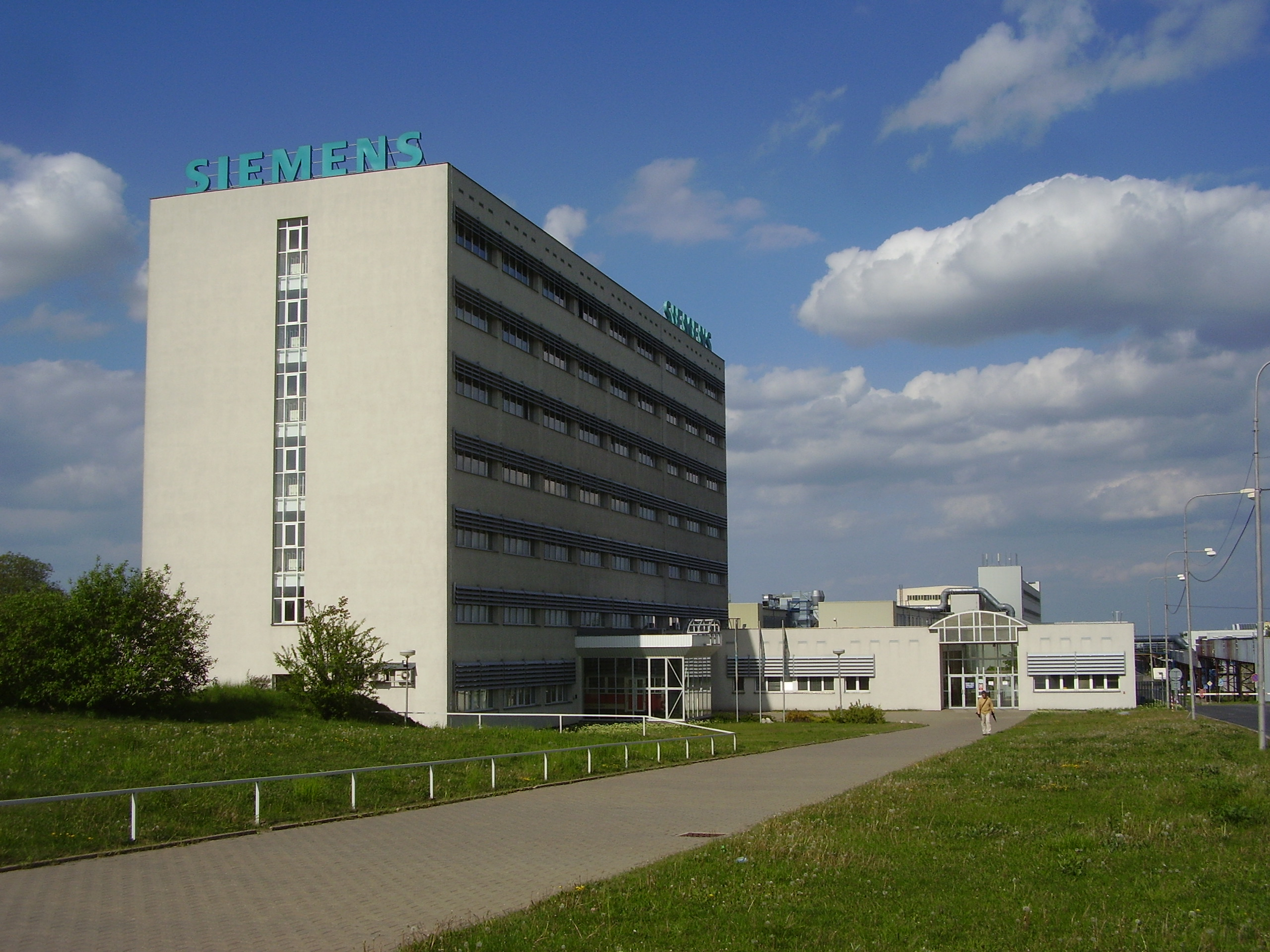
Výrobní areál na Zličíně v roce 2009, původně sídlo společnosti ČKD Dopravní systémy

ČKD DOPRAVNÍ SYSTÉMY,a.s. byl český podnik zabývající se dopravním strojírenstvím, sídlící v Praze. Jeho hlavním výrobním artiklem byly tramvaje značky Tatra, zpočátku též trolejbusy téže značky a také železniční vozidla, později i vozy metra.

## Historie
Vagónka Ringhoffer zahájila coby rodinný podnik na Smíchově výrobu v roce 1852 a po několika desetiletích se Ringhofferovy závody v roce 1911 staly akciovou společností. Za první republiky začal Hanuš Ringhoffer budovat koncern zabývající se dopravním strojírenstvím a skoupil množství vagónek po celých českých zemích. Fúzí se Závody Tatra v roce 1935 vznikla firma Ringhoffer–Tatra, v rámci které byla původní smíchovská továrna jedním ze závodů. Společnost Ringhoffer–Tatra byla v roce 1946 znárodněna a stal se z ní národní podnik Tatra. Ten byl roku 1950 reorganizován a jednotlivé závody se osamostatnily. Ze smíchovského závodu, původního Ringhofferova, se stal národní podnik Vagónka Tatra Smíchov. Ten byl v roce 1958 začleněn do Sdružení národních podniků Tatra se sídlem ve Studénce. Smíchovská vagónka však byla v roce 1963 opět vyčleněna a nově se jako závod Tatra Smíchov stala součástí podniku ČKD Praha.
Na začátku 80. let 20. století začala výstavba nového závodu na Zličíně, který měl nahradit kapacitně nedostačující a zastaralý smíchovský závod, nacházející se uprostřed městské zástavby. První etapa zličínské továrny byla dokončena v roce 1989. Roku 1990 vznikla akciová společnost ČKD Tatra, která byla součástí holdingu ČKD Praha. V roce 1994 byl uzavřen jižní smíchovský závod (jižně od Plzeňské ulice), severní následoval tento osud o tři roky později. Roku 1997 byly do ČKD Tatry sloučeny další společnosti z holdingu (ČKD Elektrotechnika, ČKD Trakce, ČKD Lokomotivka). Společnost změnila název na ČKD Dopravní systémy a její výroba byla kompletně přestěhována na Zličín. I vzhledem k rapidnímu poklesu poptávky po sametové revoluci se ale celý privatizovaný holding ČKD, včetně Dopravních systémů, ocitl na přelomu let 1998 a 1999 v existenční krizi. V polovině roku 1999 se většinovým majitelem společnosti ČKD Dopravní systémy stala státní Konsolidační banka. Začátkem roku 2000 upadl podnik do konkursu. Na podzim 2001 koupila vybraná aktiva Dopravních systémů, včetně zličínské továrny, Společnost kolejových vozidel, nově založená dceřiná firma německého koncernu Siemens, která byla v souvislosti s tímto krokem přejmenována na Siemens Kolejová vozidla. Zbytek podniku ČKD Dopravní systémy se na základě rozhodnutí Městského soudu v Praze ocitl v roce 2014 v likvidaci, která byla završena roku 2019.

## Galerie

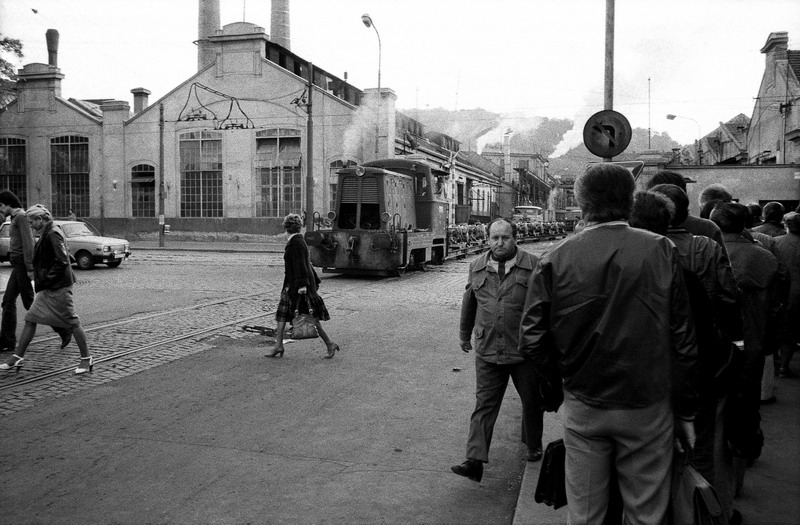
Areál Tatry Smíchov s podnikovou vlečkou křižující Plzeňskou ulici
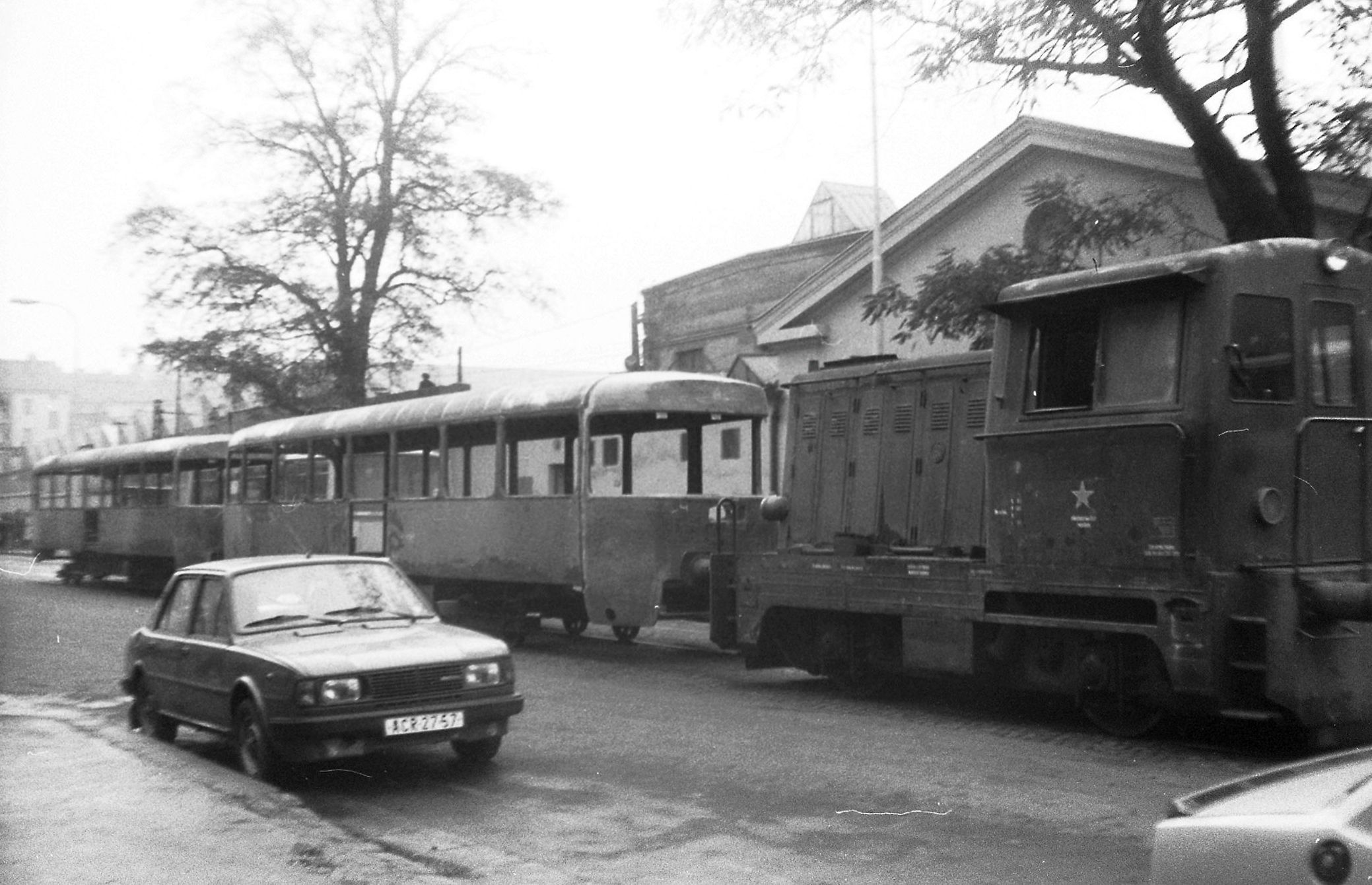
Převoz tramvajových vozových skříní ulicí Stroupežnického po podnikové vlečce
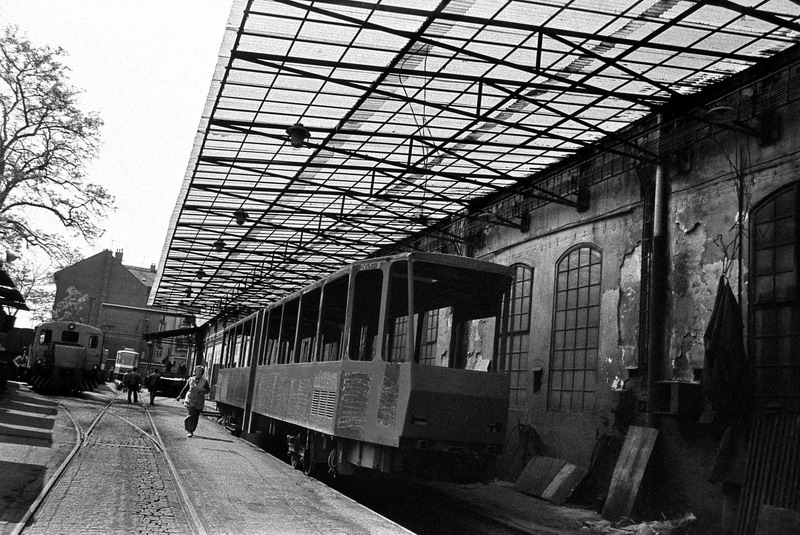
Rozpracovaná karoserie tramvaje Tatra KT4 v areálu Tatry Smíchov